# Exothotettix jiangxiensis
Exothotettix jiangxiensis is een rechtvleugelig insect uit de familie doornsprinkhanen (Tetrigidae). De wetenschappelijke naam van deze soort is voor het eerst geldig gepubliceerd in 2008 door Liang, Jia, Shi, Wu & Chen.